# Brun dvärg
Bruna dvärgar är stjärnobjekt som har en massa mindre än de lättaste stjärnorna och större än de tyngsta gasjättarna. Massan är för låg för att kärnreaktioner av väte i dess centrum skall kunna komma igång. Däremot tros de kunna fusionera deuterium och förbränna litium, och avger svagt ljus på de synliga våglängderna.
Bruna dvärgar har en övre massgräns på ungefär 75–80 jupitermassor. Den undre gränsen är mer svårdefinierad men ligger vid ungefär 13 jupitermassor. Bruna dvärgar är ljussvaga, och trots att få har upptäckts, anses de ändå utgöra en betydande del av universums vanliga materia. Namnet brun dvärg myntades 1975 av Jill C. Tarter, men det är en smula missvisande eftersom de är mer röda i färgen. Dock var namnet 'röd dvärg' redan upptaget av huvudseriestjärnor med låg massa.

## Bakgrund
En stjärna skapas av gas, men massan som klumpar ihop sig måste dock vara tillräcklig för att kärnreaktioner (väteförbränning) skall kunna sätta igång i stjärnans centrum. Det finns stjärnor med massor mellan ungefär 0,08 och 150 solmassor. 1963 kom den första teorin om att det också borde bildas stjärnliknande himlakroppar med lägre massa än vad som krävs för egentliga stjärnor. Dessa skulle dock inte genomgå normal stjärnutveckling.
Dock skulle den här typen av stjärnor vara svåra att observera eftersom de är väldigt svala och utsänder mycket lite ljus. Efter år av fruktlöst sökande fann man 1988 den första kandidaten, GD165B, som är kallare än vanliga röda M-dvärgar och har ett spektrum långt in i det infraröda området. Det tog emellertid flera år innan det stod klart att man funnit det man så länge sökt. GD165B blev sedermera prototypen för en ny spektralklass, L-dvärgar.
Efterföljande fynd skedde först 1995 i och med 2MASS (Two Micron All-Sky Survey). Bland de tre objekten som hittades har Gliese 229B en temperatur under både M- och L-dvärgar. Den är såpass sval att det i dess spektrum uppträder linjer av metan, vilket karaktäriserar ännu en spektralklass, T-dvärgar.

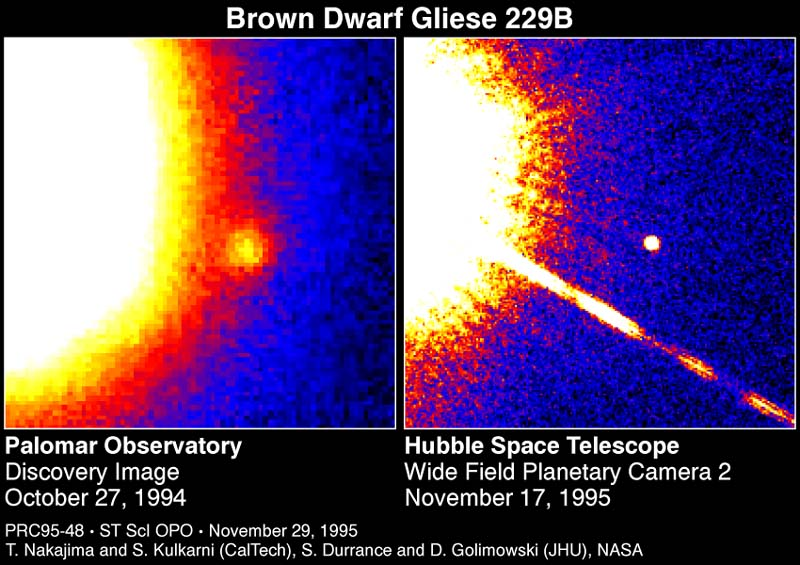
Denna bruna dvärg som kretsar kring stjärnan Gliese 229 har en massa mellan 20 och 50 gånger Jupiters massa (M_{J}).

2013 upptäcktes Luhman 16, som är en stjärna i stjärnbilden Seglet. Det är en dubbelstjärna, där båda komponenterna är bruna dvärgstjärnor. Dubbelstjärnan befinner sig 6,5 ljusår från solsystemet och är därmed det tredje närmaste stjärnsystemet.

## Teori

### Stjärnbildning
En stjärna formas genom att gas klumpar ihop sig på grund av gravitationen. Gasen, som utgörs av kall interstellär materia, värms upp genom sammandragningen eftersom gasens lägesenergi omvandlas till rörelseenergi. Till en början utsänds den här energin genom strålning, men till slut blir kärnan tillräckligt tät för att hålla kvar strålningen. Kärnan hettas då upp, minskar sammandragningen och slutligen blir det så hett att fusionsreaktioner uppstår. Dock, om massan är lägre än 0,08 solmassor blir det aldrig såpass varmt att vätefusion (när vätekärnor slås ihop till heliumkärnor) startar, vilket kräver ca 2,7 miljoner K. Då fortsätter protostjärnan att dra ihop sig till dess att kärnan är så tät att elektronerna blir degenererade och utövar ett tryck som håller stjärnan uppe. Den bruna dvärgen kommer sedan att svalna efterhand.
Även om temperaturen i en brun dvärg inte räcker till för vätefusion, så har dess kärna, om stjärnan är massivare än 13 jupitermassor, en temperatur på runt 1 miljon K, varvid fusion av tungt väte (deuterium) till 3He-kärnor kan ske. Deuteriumet tar relativt snabbt slut, varefter dvärgen svalnar och dess yttemperatur faller under 2000 K, vilket är yttemperaturen för de allra lättaste väteförbrännande stjärnorna.

## Spektralklasserna L och T

### L-dvärgar
M-dvärgars spektra utmärks av molekylband från TiO och VO. Dessa försvinner vid lägre temperaturer och för detta har man definierat en ny spektralklass: L. Här ersätts metalloxider av metallhydrider och neutrala alkalimetaller.

### T- eller metandvärgar
Spektralklassen T har införts eftersom bruna dvärgar med lägre temperatur än 1400 K uppvisar spektrallinjer av metan. Dessa stjärnor är så ljussvaga att man med dagens teknik bara kan se dem inom ett tiotal parsek. Dock bör de flesta av de bruna dvärgarna i galaxen vara T-dvärgar, eftersom de relativt fort (inom ett par miljarder år) svalnar till denna temperatur.

Några himlakroppars relativa storlekar.

#### Atmosfären hos svala stjärnliknande objekt
Skillnaden i spektrumen hos M- och L-stjärnor orsakas av att L-stjärnor är så svala att Ti har samlats i korn och därför inte syns. Det enda som syns i det optiska området är linjer från neutrala alkalimetaller. Kring 766,8 nm finns en dubbel kaliumlinje som sammansmälter för svalare L-stjärnor och till slut täcker ett område omkring 10 nm.
I mitten av spektralklass M börjar partiklar bildas i stjärnornas atmosfärer och vid lägre temperaturer kommer dessa att växa i storlek. Till slut ”regnar” partiklarna ner till lägre nivåer i atmosfären, förbi fotosfären. I de stjärnor där partiklarna inte regnat ned orsakar dessa så kallad ”backwarming”; partiklarna absorberar ljus med hög energi och utsänder den med längre våglängd. Detta orsakar en förskjutning av spektrumet mot rött, dock beroende på var i atmosfären partiklarna befinner sig, vilket komplicerar modellerandet av spektra.
Molekyllinjer är typiska för svala stjärnliknande objekts spektra, bland annat VO, FeH, CrH och CaH.  I nära infrarött finns linjer från vattenånga, vätgas och kolmonoxid. Vid väldigt låga temperaturer, <1400 K (spektralklassen T) kan man också se linjer från metan.

#### Att skilja bruna dvärgar från stjärnor och jätteplaneter
Storleken särskiljer inte bruna dvärgar från vare sig stjärnor med låg massa eller från jätteplaneter, eftersom de alla är ungefär i Jupiters storlek. Vidare kan unga bruna dvärgar ha både samma yttemperatur och ljusstyrka som M-stjärnor. Egenskaperna i stjärnans kärna kan dock analyseras genom det så kallade ”litiumtestet”. 
Vanliga stjärnor förbränner sitt litium inom ungefär 100 miljoner år. Bruna dvärgar har normalt otillräcklig temperatur för detta och uppvisar då linjer från litium i sina spektra, eftersom de konvektiva rörelser som finns i lågmassiva stjärnor fördelar metallen jämnt genom hela stjärnan. 
Detta test har osäkerheter: riktigt unga stjärnor kanske inte har hunnit förbränna allt sitt litium och de tyngre av de bruna dvärgarna kan förbränna litium, eftersom den temperatur som krävs är lägre än den för vätefusion. Därför är det svårare att urskilja bruna dvärgar i områden där nya stjärnor bildas. Men om stjärnan ligger bortom spektralklassen M7 och har litiumlinjer i sitt spektrum så måste det vara en brun dvärg.
Att särskilja små bruna dvärgar från jätteplaneter är inte lika enkelt. Skillnaden ligger i hur de bildades, och hur deras inre ser ut. Man tror att planeter skapas efter det att gas samlats till en protostjärna som omger sig med en ansamlingsskiva vari partiklar klumpar ihop sig till planeter. 
Bruna dvärgar är helt konvektiva medan jätteplaneter som Jupiter har en skiktad atmosfär och en kärna av järn. Man får bestämma objektets densitet och man brukar sätta gränsen mellan jätteplanet och brun dvärg vid 13 jupitermassor.

#### Rotation och aktivitet i atmosfären
Stjärnaktivitet orsakas av magnetfält. För solliknande stjärnor ökar aktiviteten med stjärnans rotation, ungefär som en dynamo. Denna dynamo antas ha sitt ursprung någonstans mellan stjärnans inre (där energitransporten sker i form av strålning) och dess yttre delar (där energin transporteras genom konvektiva gasrörelser). Hos en svalare stjärna, vars konvektiva lager når ända in i centrum, måste då en annan typ av dynamo orsaka det magnetiska fältet.
Medelaktiviteten för stjärnor sjunker drastiskt efter ungefär spektraltypen M9, även för dem med snabb rotation. Gasen i svalare objekt förväntas även ha en högre elektrisk resistivitet vilket kan orsaka att atmosfäriska rörelser inte leder till upphettning genom magnetiska processer, vilka förmodas orsaka mycket av aktiviteten i varmare stjärnor.
Väldigt svala stjärnor och bruna dvärgar kan ha låga nivåer av underliggande aktivitet. Man har observerat ”flares” även om dessa antagligen är av en annan typ än hos varmare stjärnor. För objekt av typen M9 och svalare är det osäkert huruvida ljusvariationerna orsakas av moln i atmosfären eller av stjärnfläckar. Dock torde emissionen i spektrallinjen H-alfa samt ”flares” orsakas av magnetfältet.
Stjärnors magnetfält mäts genom Zeeman-breddningen hos atomära spektrallinjer. Detta fungerar inte för svalare objekt eftersom det kräver distinkta linjer vilka inte bildas när temperaturen inte räcker för att effektivt excitera atomerna.  I stället kan man studera molekylband, t.ex. linjer från FeH.